# Osvaldo Rinaldi
Osvaldo Rinaldi (Buenos Aires, 2 de agosto de 1959) es un exfutbolista argentino que jugaba en la posición de mediocentro defensivo. Jugó profesionalmente en diversos clubes de la Primera División de Argentina y fue miembro de los seleccionados juveniles de Argentina, consagrándose campeón de la Copa Mundial de Fútbol Juvenil de 1979 y del Torneo Preolímpico Sudamericano de 1980. 

## Trayectoria
Surgido de las divisiones inferiores de San Lorenzo, debutó con el equipo profesional en 1978 y permaneció allí hasta 1981, año en que perdieron la categoría. Pasó luego a Loma Negra, club con el que jugaría en torneos regionales y en el Campeonato Nacional 1983.
Tras el desmantelamiento del plantel olavarriense, Rinaldi disputó el Torneo Metropolitano 1983 con la camiseta de Racing Club, experimentando nuevamente el descenso. Volvió a disputar torneos regionales con Loma Negra hasta que, a principios de 1985, se unió a River Plate como refuerzo para afrontar el Campeonato Nacional 1985. Rinaldi integraría luego el plantel que obtuvo el título en el Campeonato de Primera División 1985-86. 
Aunque jugó el Campeonato Nacional B 1986-87 con la camiseta de Huracán, en diciembre de 1986 formó parte de la delegación de River Plate que viajó a Japón para jugar la Copa Intercontinental 1986.
Se retiró prematuramente, afectado por una lesión en el tobillo.

### Clubes
| Club        | País      | Año         |
| ----------- | --------- | ----------- |
| San Lorenzo | Argentina | 1978 - 1981 |
| Loma Negra  | Argentina | 1982 - 1983 |
| Racing Club | Argentina | 1983        |
| Loma Negra  | Argentina | 1984        |
| River Plate | Argentina | 1985 - 1986 |
| Huracán     | Argentina | 1986 - 1987 |

## Selección nacional
Rinaldi formó parte de la selección de fútbol sub-20 de Argentina que fue subcampeona en el Campeonato Sudamericano Sub-20 de 1979 y campeona en la Copa Mundial de Fútbol Juvenil de 1979.
Al año siguiente integró la escuadra que ganó el Torneo Preolímpico Sudamericano, sin embargo no estuvo presente en los Juegos Olímpicos de Moscú de 1980 debido a que los argentinos se sumaron al boicot internacional contra la URSS.

## Vida privada
Es hermano del exfutbolista Jorge Rinaldi.
Sus hijos también jugaron al fútbol: Facundo Rinaldi en los Graceland Yellowjackets de la NAIA de los Estados Unidos y Gastón Rinaldi en el ascenso italiano.